# 楼宇庆
楼宇庆，天体物理学家，长期从事流体和磁流体理论天体物理研究，中国教育部第五批“长江学者”特聘教授。

## 生平
1982年获得北方交通大学应用数学物理系工学学士学位，1983年和1987年先后获得哈佛大学物理系硕士、博士学位。
2002年至今，在清华大学物理系任教授。